# Штадтлон
Штадтлон (нем. Stadtlohn) — город в Германии, в земле Северный Рейн-Вестфалия. Входит в состав района Боркен.  Население составляет 20 631 человек (на 31 декабря 2010 года). Занимает площадь 79,06 км². Официальный код  —  05 5 54 056.

## История
6 августа 1623 года при Штадтлоне произошло сражение между армией Католической Лиги Иоанна Церкласа Тилли и протестантскими силами под командой Христиана Брауншвейгского.